# جامعة دوبروفنيك
جامعة دوبروفنيك (بالكرواتية: Sveučilište u Dubrovniku)‏، (باللاتينية: Universitas Studiorum Ragusina)‏، هي جامعة حكومية تقع في دوبروفنيك في كرواتيا. لها جذورها في مختلف المؤسسات المتعاقبة المكرسة لتدريس الهندسة البحرية والعمارة البحرية. في عام 1996، تقديراً للتقاليد البحرية للمدينة، تم إنشاء كلية الفنون التطبيقية وحصلت فيما بعد على مكانة جامعية كاملة في عام 2003. قامت الجامعة منذ ذلك الحين بتنويع دوراتها ولكن العلوم البحرية لا تزال بقوتها التقليدية.

## الإدارة والتنظيم
تنقسم الجامعة إلى سبعة أقسام.
- قسم الاستزراع المائي
- قسم الهندسة الكهربائية وتكنولوجيا المعلومات
- قسم الاقتصاد واقتصاديات الأعمال
- قسم الهندسة
- القسم البحري [3]
- قسم الاتصال الجماهيري
- قسم الفنون والترميم